# Unión del Norte
Unión del Norte es un corregimiento del distrito de Montijo en la provincia de Veraguas, República de Panamá. La localidad tiene 697 habitantes (2010).